# Mer (langue)
Pour les articles homonymes, voir Mer (homonymie).
Le mer est une langue papoue parlée en Indonésie, dans la province de Papouasie.

## Classification
Le mer fait partie d'une famille de langues papoues, les langues mairasi. 

## Sources
- (en) Harald Hammarström, Robert Forkel, Martin Haspelmath, Sebastian Bank, Glottolog, Mer.